# Anntonia Porsild
Anntonia Porsild (nacida el 3 de noviembre de 1996) es una modelo, actriz y reina de belleza tailandesa de ascendencia sueca. Fue coronada como Miss Supranacional 2019. Porsild había sido coronada previamente como Miss Supranacional Tailandia 2019. En 2023 ganó el título de Miss Universo Tailandia y representó a Tailandia en el Miss Universo 2023 en El Salvador, posicionándose como primera finalista.

## Primeros años y educación

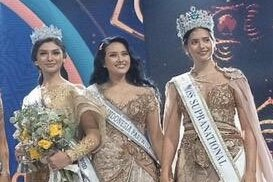
Anntonia (izquierda) mientras asistía a la noche de coronación de Puteri Indonesia 2020 con Miss Supranacional Indonesia 2019, Jesica Fitriana Martasari (centro) y Miss Supranacional Indonesia 2021, Jihane Almira Chedid (derecha).

Porsild nació en la ciudad de Bangkok, de padre danés (Morten Porsild) y madre tailandesa (Tanradee Nee). Tiene un hermano menor llamado Christopher Porsild. Porsild creció en varios países: India, Dinamarca, España, Tailandia y también en la Ciudad Ho Chi Minh en Vietnam.
Entre 2015 y 2017, Porsild estudió en la Escuela Internacional de Ciudad Ho Chi Minh en Ciudad Ho Chi Minh, Vietnam. Porsild estudió un curso de relaciones públicas y comunicaciones en EU Business School en Barcelona, España en 2017. Actualmente está cursando un título de grado, Bachiller universitario en letras en relaciones públicas, publicidad y comunicación aplicada de la Universidad Internacional de Stamford en Bangkok, Tailandia.

## Carrera en concursos de belleza

### Miss Supranacional Tailandia 2019
Porsild comenzó su carrera en los concursos de belleza en 2019, en la competencia Miss Supranacional Tailandia 2019. Al final del evento, finalmente fue coronada como Miss Supranacional Tailandia 2019. Como ganadora, Porsild recibió el derecho de representar a Tailandia en Miss Supranacional 2019 en Katowice, Polonia.

### Miss Supranacional 2019
Como ganadora de Miss Supranacional Tailandia 2019, Porsild representó a Tailandia en la 11.ª edición del concurso Miss Supranacional en el Centro Internacional de Congresos de Katowice en Katowice, Polonia, el 6 de diciembre de 2019. Al final del evento, Porsild fue coronada por la titular saliente Valeria Vázquez de Puerto Rico. Fue la primera mujer tailandesa en ganar la corona de Miss Supranacional.

### Miss Universo Tailandia 2023
En la noche final del evento Anntonia logró coronarse como Miss Universo Tailandia 2023 así obteniendo el derecho de participar en el Miss Universo 2023 que se llevó a cabo el 18 de noviembre de 2023 en El Salvador.

### Miss Universo 2023
En la noche final del certamen Anntonia Porsild logró posicionarse como primera finalista, llegando a ser la primera tailandesa en obtener esta posición en la historia de su país después de muchos años.